# Třída Abnaki
Třída Abnaki byla třída oceánských remorkérů námořnictva Spojených států amerických z doby druhé světové války. Celkem bylo postaveno 26 jednotek této třídy. Zahraničními uživateli třídy jsou Argentina, Čínská republika, Ekvádor, Chile, Kolumbie a Mexiko. Několik plavidel převzali civilní uživatelé. Dva remorkéry americké námořnictvo ztratilo v akci.
Jméno je odvozeno od jedné z variant jmen kmene Abenaků, severoamerických Indiánů žijících v rámci Spojených států amerických v oblasti Nové Anglie.

## Stavba

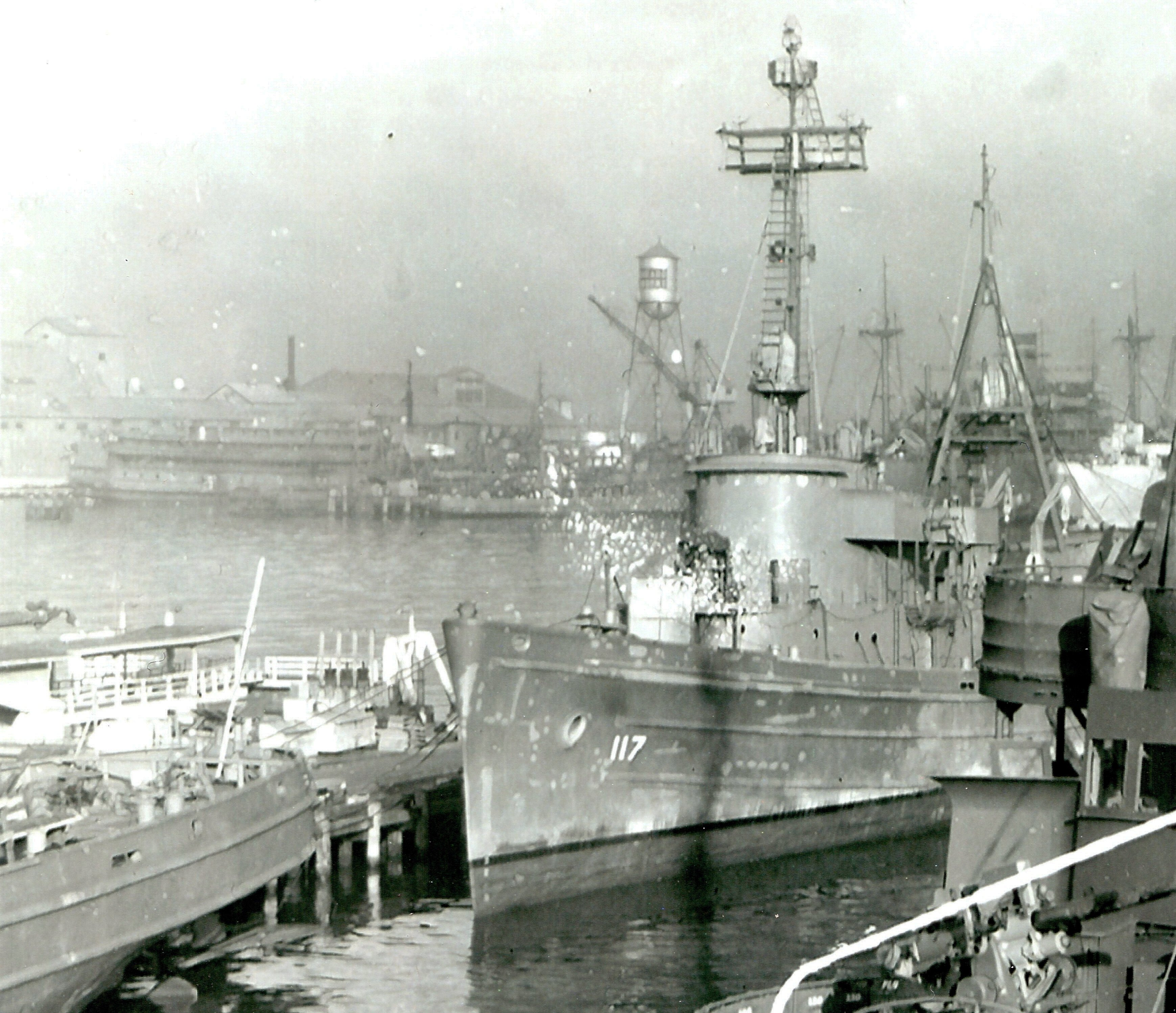
Dokončování USS Wateree (ATF-117)

Celkem bylo postaveno 26 jednotek této třídy. Stavbu provedly loděnice United Engineering Co. v Alamedě a Charleston Shipbuilding & Dry Dock Co. v Charlestonu.

## Konstrukce
Pohonný systém tvořily čtyři diesely General Motors 12-278A, pohánějící jeden lodní šroub. Nejvyšší rychlost dosahovala 16 uzlů.

## Uživatelé

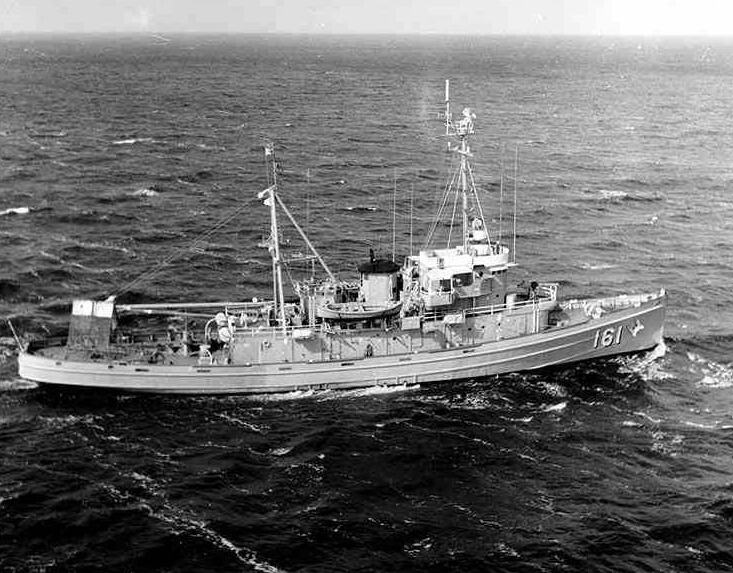
USS Salinan (ATF-161)

- Argentinské námořnictvo – získalo remorkéry Luiseno (Francisco de Gurruchaga) a Takelma (Suboficial Castillo).

- Námořnictvo Čínské republiky – získalo remérkér Tawakoni (Ta-chan), Achomawi (Ta-kang) a Shakori (Ta-tchaj).

- Ekvádorské námořnictvo – získalo remorkér Chowanoc (Chimborazo).

- Chilské námořnictvo – získalo remorkéry Arikara (Sargento Aledea), Potawatomi (Janequeo).

- Kolumbijské námořnictvo – roku 1979 získalo remorkér Hidatsa (Rodrigo de Bastidas).[2]

- Mexické námořnictvo – získalo remorkéry Abnaki (Yaqui), Cocopa (Seri), Molala (Otomi).

- Venezuelské námořnictvo – roku 1971 získala remorkér Utina (Felipe Larrazábal)[3] a roku 1978 získalo remorkér Nipmuc.[4]

## Operační služba

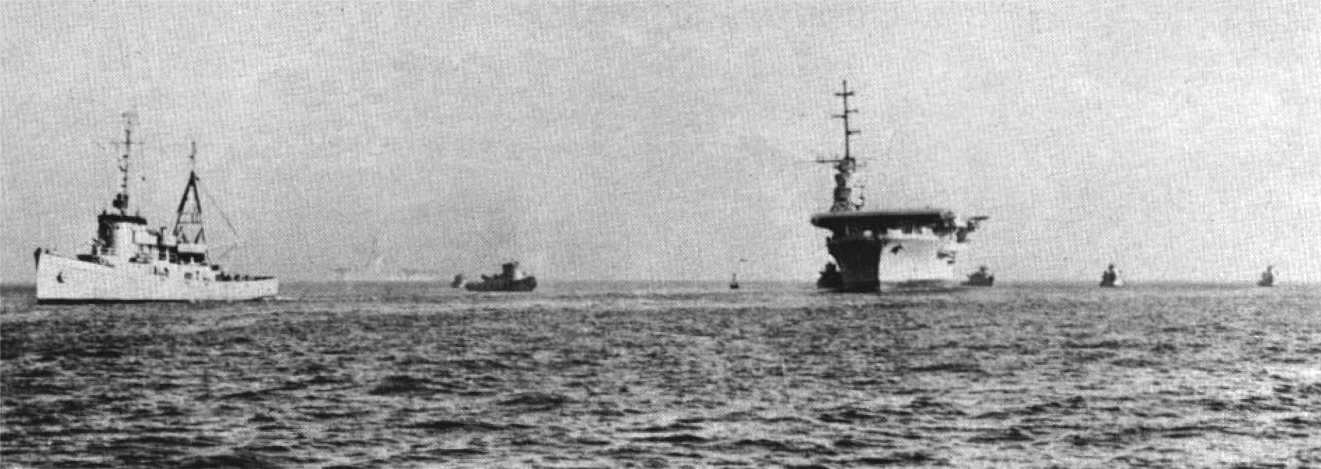
USS Chowanoc (ATF-100) vleče letadlovou loď USS Philippine Sea (CV-47)

Remorkéry třídy Abnaki byly mimo jiné nasazeny v druhé světové válce, korejské válce a vietnamské válce. Remorkér Wateree byl v říjnu 1945 neopravitelně poškozen tajfunem Louise. Remorkér Sarsi se potopil 27. srpna 1952 poté, co u korejského pobřeží najel na námořní minu.